# James Hogg
James Hogg (Ettrick, 1770 - 21 de noviembre de 1835) fue un poeta y novelista escocés que escribió en inglés y escocés. Antes de dedicarse a la literatura fue pastor de ganado, viviendo en una extrema pobreza. Fue contemporáneo y amigo de Walter Scott y William Wordsworth.

## Biografía
Hogg nació en una granja cerca de Ettrick, condado de Selkirk, distrito de Scottish Borders, hijo de un campesino y de una madre que gustaba de coleccionar baladas escocesas (se decía que su padre fue el último hombre vivo en poder hablar en su lenguaje con las hadas); James fue el segundo de cuatro hermanos varones, dos de los cuales emigraron a América en busca de mejores oportunidades. James fue bautizado el 9 de diciembre de 1770. Su educación fue escasa, ya que durante su infancia el padre quedó arruinado como comerciante de ovejas y no podía costear su educación, y se convirtió en pastor de las vacas de uno de sus vecinos y mozo de granja en general, viviendo en una gran pobreza; de ahí vino su apodo, "el pastor de Ettrick", que utilizó para firmar algunas de sus obras. Ahorró para comprar un violín y aprendió a tocarlo. Trabajó para varios arrendatarios hasta que uno de ellos, James Laidlaw, al ver que se esforzaba en mejorar su situación, le ofreció ayuda poniendo a su disposición periódicos y algunos libros de teología, y luego su propia librería y la biblioteca de préstamo local. Hogg usó estas obras principalmente para aprender a leer y escribir, objetivo que alcanzó a los catorce años, y luego usó sus conocimientos para componer canciones para las chicas en el valle de Yarrow. Estuvo diez años con este amo, al que consideraba ya más un padre que un jefe, e incluso entabló amistad con su hijo, William Laidlaw, escritor y amanuense de Walter Scott. Ya por entonces, formado como autodidacta, escribía piezas teatrales y baladas pastoriles en inglés y gaélico escocés y había formado un grupo literario.
En 1796 falleció el poeta nacional escocés Robert Burns. Hogg, que era un gran admirador de su obra, quedó devastado por la pérdida y luchó para imprimir sus propios poemas, que publicó en 1801 en la colección The Minstrels of the Scottish Border que patrocinaba sir Walter Scott, fue el gran novelista escocés el que descubrió su talento. En 1801 Hogg visitó Edimburgo por vez primera, y su libro poético The Bard of the Mountains (1807) alcanzó un inmenso éxito que le permitió arrendar una granja. Viajó a Edimburgo en 1810, ya con cuarenta años, y conoció a los poetas románticos lord Byron, Robert Southey y William Wordsworth,</ref> y, tras hacerse un nombre como escritor, creó una revista literaria The Spy y escribió un poema épico, The Queen's Wake, donde relataba el regreso en 1561 de la reina María Estuardo desde su exilio en Francia; se publicó en 1813, aún con gran éxito; la Encyclopedia Britannica cita como los pasajes mejores de este libro los poemas "Kilmeny" y "The Witch of Fife". William Blackwood lo reclutó como redactor de la revista Blackwood's Magazine, impresa en Edimburgo. Wordsworth le hizo conocer a los llamados Poetas de los lagos, con los cuales estuvo un tiempo; amistó en especial con Thomas de Quincey. El duque de Buccleuch le cedió una granja donde se instaló el resto de su vida. 
Hoog escribió novelas históricas sobre los jacobitas como Los tres peligros del hombre (1822) y Los tres peligros de la mujer (1823), algunos de los 71 coloquios imaginarios de Noctes Ambrosianae, publicados en el Blackwood's Magazine, y una colección de himnos patrióticos nacionalistas, las Reliquias jacobitas. Cuatro volúmenes de Obras poéticas de Hogg se publicaron en 1822. En 1834, un año antes de su muerte, publicó una biografía no autorizada de Walter Scott, Anécdotas familiares de Sir Walter Scott.
Lo esencial de la reputación de James Hogg se asienta en su prosa: su gran éxito como novelista, The Private Memoirs and Confessions of a Justified Sinner / Las memorias y confesiones privadas de un pecador justificado (1824). De esta forma llegó a ser tan conocido como su héroe, el poeta Burns. Hoy en día, la poesía y los ensayos de Hogg no son tan leídos como en su época. Sin embargo, Justified Sinner ha conocido un nuevo interés gracias a André Gide; en su tiempo impresionó fuertemente al gran novelista escocés Robert Louis Stevenson por su tratamiento del tema de la doble personalidad, y fue tomada como un análisis de la esquizofrenia entre el bien y el mal a la que induce el calvinismo o una crítica de la obsesión religiosa y el fanatismo; ya es considerada como una de las principales novelas escocesas de su época. La novela en sí misma vale también por su estructura literaria particularmente moderna: se presenta como la yuxtaposición del relato del editor y de la confesión del asesino, pero ambos discursos presentan dos versiones contradictorias de la misma historia, y el autor se incluye a sí mismo como personaje secundario. En una entrevista televisiva, el novelista escocés Irvine Welsh nombró a Hogg, y más en particular a Justified Sinner como uno de los principales influjos de su escritura.

## Obras
- The Mountain Bard (1807)
- The Forest Minstrel (1810)
- The Queen's Wake (1813)
- The Pilgrims of the Sun (1815)
- Brownie of Bodsbeck (1817)
- Jacobite Reliques (1819)
- The Three Perils of Man (1822)
- The Three Perils of Woman (1823)
- The Private Memoirs and Confessions of a Justified Sinner (1824)
- Queen Hynde (1825)
- Songs by the Ettrick Shephard (1831)
- The Brownie of the Black Haggs (1828)
- The Domestic Manner and Private Life of Sir Walter Scott (1834)
- Tales and Sketches of the Ettrick Shepherd (1837)[5]